# Krasnaja Słabada (rejon mohylewski)
Krasnaja Słabada (biał. Красная Слабада; ros. Красная Слобода) – wieś na Białorusi, w obwodzie mohylewskim, w rejonie mohylewskim, w sielsowiecie Wiendaraż.